# Альф Гансен
Альф Гансен (норв. Alf Hansen, 13 липня 1948) — норвезький академічний веслувальник.
Олімпійський чемпіон 1976 року в складі парної двійки, срібний призер 1988 року в складі парної четвірки, учасник 1972, 1984 років.
Чемпіон світу 1975, 1978, 1979, 1982 років у складі парної двійки, срібний призер 1974 (парні двійки), 1983 (парні двійки), 1987 (парні четвірки) років, бронзовий призер 1970 (розпашні четвірки без стернового), 1981 (парні двійки) років.